# Isla Mayor
Isla Mayor è un comune spagnolo di 5 856 abitanti situato nella comunità autonoma dell'Andalusia.

Il comune venne creato nel 1996 come distaccamento da La Puebla del Río.